# 南屏镇 (普洱市)
南屏镇，是中华人民共和国云南省普洱市思茅区下辖的一个乡镇级行政单位。

## 行政区划
南屏镇下辖以下地区：
倒生根社区、兰花社区、凤凰路社区、曼莲村、三棵桩村、整碗村、曼歇坝村、南岛河村和大开河村。